# Magomeni (Mtwara)
Magomeni ist ein Verwaltungsbezirk (Ward) des Distrikts Mtwara (MC) in der tansanischen Region Mtwara.

## Geografie
Magomeni liegt im Südosten von Tansania, es ist ein Stadtteil im Süden der Regionshauptstadt Mtwara. Der Bezirk grenzt im Norden an Chuno, im Nordosten an Tandika, im Osten an Likombe, im Süden an Mtawanya, im Westen an Ufukoni und im Nordwesten an den Indischen Ozean. Bei der Volkszählung 2022 lebten 25.220 Menschen in 7566 Haushalten auf einer Fläche von 4,6 Quadratkilometern.

## Gliederung
Der Bezirk besteht aus acht Stadtteilen (Mtaa):
- Magomeni A
- Magomeni B
- Magomeni Shuleni
- Tulivu
- Kagera
- Bomba la Bure
- Chipuputa
- Matopeni